# Robert Scoble
Robert Scoble (nascido em 18 de janeiro, 1965) é um blogger americano, evangelista técnico, e autor. Scoble é mais conhecido por seu blog, Scobleizer, que ganhou destaque durante seu mandato como evangelista de tecnologia na Microsoft. Mais tarde, ele trabalhou na Fast Company como um blogueiro de vídeo e, em seguida, na Rackspace e no site da comunidade patrocinada pela Rackspace, o Building 43, promovendo tecnologia e startups inovadoras.

## Infância e educação
Scoble nasceu em Nova Jérsia em 1965 e cresceu cerca de um quilômetro da sede da Apple Computer no Vale do Silício.
Em 1993, ele abandonou o curso de pós-graduação em jornalismo da Escola de Jornalismo e Comunicação de Massa da San Jose State University.

## Carreira

### Microsoft
Em junho de 2003, Scoble aceitou uma posição na Microsoft. The Economist descreveu a influência de Scoble em sua edição de 15 de fevereiro de 2005: 
Ele se tornou uma pequena celebridade entre os geeks em todo o mundo, que leem seu blog religiosamente. Impressionantemente, ele também conseguiu onde pequenos exércitos de tipos de relações públicas mais convencionais têm falhado abertamente há anos: ele fez a Microsoft, com sua história de bullying monopolista, parecer marginalmente, mas visivelmente menos malvado para o mundo exterior, e especialmente para o mundo. desenvolvedores de software independentes que são o seu público-alvo
Em 10 de junho de 2006, Scoble anunciou ele estava deixando Microsoft para se juntar Podtech.net como vice-presidente de desenvolvimento de mídia com um salário mais elevado acompanhada de "uma opção de estoque bastante agressivo" oferta que o teria tornado rico se sua nova empresa havia conseguido. De acordo com a Alexa Internet, esse dia teve o maior tráfego para o seu blog e PodTech ao longo da sua vida. 28 de junho de 2006 foi seu último dia na Microsoft.

### Fast Company
Em 11 de dezembro de 2007, enquanto participava de um painel de discussão na Conferência LeWeb3, Scoble inadvertidamente vazou notícias (carregando um post no TechCrunch) de que deixaria a PodTech em 14 de janeiro de 2008, e provavelmente ingressaria na Fast Company. Ele reconheceu as notícias em seu blog em 12 de dezembro, mas afirmou que ainda não havia assinado contrato com a Fast Company. Ele fez uma entrevista em vídeo sobre seus planos e alugou um espaço de estúdio da Revision3.
Em 3 de março de 2008, a Scoble lançou o FastCompany.tv com dois shows: FastCompany Live e ScobleizerTV. Ele caracteriza o primeiro como "um espetáculo feito totalmente em celulares". O segundo é semelhante ao seu show anterior na PodTech, apenas com melhor equipamento e um operador de câmera. O show é gravado com duas câmeras em HD 720p.

### Rackspace e Building 43
Em 14 de março de 2009, Scoble anunciou através de seu blog e na Gillmor Gang que ele estava se juntando à Rackspace. Como parte de seu trabalho lá, ele se juntou à empresa para desenvolver o Building 43, um novo site de conteúdo e rede social com o objetivo de ajudar a desenvolver novas startups e promover tecnologias inovadoras. Em 2012, o Building 43 foi renomeado como Small Teams, Big Impact . A missão de Scoble continua a ser encontrar e reportar tecnologia de ponta.
Scoble deixou a Rackspace para se juntar ao UploadVR em 2016 como um empreendedor em residência.

## Controvérsias
Em 20 de outubro de 2017, o canal de notícias BuzzFeed publicou uma reportagem que alega que, em 2010, Scoble havia molestado sexualmente Michelle Greer, sua colega de trabalho na Rackspace, e Quinn Norton, jornalista de tecnologia, cujo relato foi corroborado por várias testemunhas. Scoble pediu desculpas depois que o artigo do BuzzFeed foi publicado, dizendo que ele vem trabalhando para fazer as pazes desde que se tornou sóbrio há dois anos. No entanto, várias mulheres contra-atacaram essa alegação, relatando que ele fez avanços inadequados durante o período em que afirmou estar sóbrio. Dias depois, ele excluiu seu pedido de desculpas e proclamou sua inocência em um post no blog que também anunciou sua nova empresa, a LightPitch.
Uma reação imediata foi da VR / AR Association (VRARA), afirmando: "À luz das recentes notícias e alegações de assédio sexual por Robert Scoble, a Associação VR / AR removeu Robert do nosso Board of Advisors. Nossa organização não tolera assédio de qualquer tipo e acha que esse é o melhor curso de ação".
Scoble se demitiu do Transformation Group, sua empresa de consultoria de AR, que ele fundou no final de 2016.

## Aparições
Em novembro de 2013, Scoble foi palestrante com Shel Israel no Telstra Australian Digital Summit de 2013. Scoble e Israel falaram acerca de seu livro intitulado Age of Context: Mobile, sensores, dados e o futuro da privacidade.
Em 1 de abril de 2008, o The Register publicou uma paródia de April fool afirmando que Robert Scoble era na verdade um robô da IBM.
Em 14 de novembro de 2007, ele foi um concorrente em um game show no NewTeeVee Live com outras celebridades da Internet, como Veronica Belmont, Casey McKinnon, Cali Lewis, Kevin Rose, Justin Kan e outros.
Em 6 de novembro de 2006, Scoble apareceu como palestrante em um evento da Chinese Software Professionals Association chamado A Nova Era da Influência: O Impacto da Computação Social na Mídia e no Marketing.

## Milliscoble
Em setembro de 2008, Follow cost, um site que calculou como seria chato seguir qualquer um no Twitter, inventou a unidade de medida milischale definida como: "1/1000 da média diária de atualizações de status do Twitter por Robert Scoble a partir de 10:09 CST 25 de setembro de 2008. " Naquela época, o Scoble tinha uma média de 21,21 tweets por dia, então um milésimo é de 0,02121 tweets por dia. Uma pessoa com uma classificação miliscoble de 1000 será tão irritante quanto Scoble.

## Vida pessoal
Ele é casado com Maryam Ghaemmaghami Scoble. Embora ele se considere agnóstico, ele se converteu ao Islã na época do casamento. Ele tem três filhos, sendo um com autismo.